# Merton Park
Merton Park is een wijk in het Londense bestuurlijke gebied Merton, in de regio Groot-Londen.
De wijk ligt tussen Colliers Wood, Wimbledon en Morden. De afstand tot het centrum van London is 11 kilometer. De wijk bevat merendeels woonhuizen. Centraal gelegen is de kerk St. Mary's. Deze kerk dateert van de 12de eeuw.